# Randall Edwards
Randall T. Edwards (* 13. August 1961 in Eugene, Oregon) ist ein US-amerikanischer Politiker.

## Frühe Jahre
Randall T. Edwards wurde in Eugene (Oregon) geboren, verbrachte aber den größten Teil seiner Kindheit in Walla Walla (Washington). Sein Vater, Tom Edwards, hatte dort eine Anstellung als Geschichtsprofessor an der Fakultät vom Whitman College und seine Mutter war 20 Jahre lang als Lehrerin an einer öffentlichen Schule tätig.
Der junge Edwards zeigte wenig Interesse an der Politik, obwohl als intelligent und beliebt beschrieben, jedoch zurückhaltend, mied er die Aufmerksamkeit der Beteiligen in der Studentenschaft. Stattdessen wandte er sich seinem Studium zu, beschäftigte sich mit Tennis und der Beherrschung eines klassischen Cellos. Sein Vater kommentierte später der Presse gegenüber, dass er sich niemals vorstellen konnte, dass sein Sohn jemals in die raue Welt der Politik gehen würde. Dabei sagte der mittlerweile pensionierte Professor folgendes:

„Over the years, as a college professor, I tried to get people interested in politics, but they rejected it. What I didn't realize was that one of my own children would do what I was trying to get my students to do.“

Edwards ging auf das Colorado College, wo er 1983 mit einem Bachelor of Arts in Wirtschaft graduierte. Danach begann er im Dienststab vom US-Senator Bob Packwood in Washington, D.C. zu arbeiten und ging landwirtschaftlichen Belangen nach. Während dieser Zeit lernte er Julia Brim kennen, eine Pressereferentin von Packwood, welche später seine Ehefrau wurde. Edwards nahm eine Anstellung im Handelsministerium an und ging der Forst- und Holzwirtschaftspolitik nach. Daneben besuchte er die Abendkurse der George Washington University, wo er 1990 seinen Master of Business Administration machte.
1992 zog er mit seiner Ehefrau Julia Brim-Edwards nach Portland (Oregon), ihrer Heimatstadt, wo sie noch heute leben. Das Paar hat drei Kinder: Katherine, Thomas und Jackson. Randall T. Edwards begann im Stab des demokratischen State Treasurer von Oregon Jim Hill zu arbeiten. Julia Brim-Edwards war noch ein weiteres Jahr im Stab von US-Senator Packwood tätig. Danach managte sie die erfolglose Gouverneurswahlkampagne von Craig Berkman. Sie war als eine Portland Public Schools Co-Vorsitzende tätig. Dann nahm sie eine Anstellung als Deputy Director for State Government and Public Affairs bei Nike an.

## Politische Laufbahn

### Repräsentantenhaus von Oregon
Edwards entschied sich eine politische Laufbahn einzuschlagen. Er wurde Mitglied der Demokratischen Partei. 1996 kandidierte er für die Nominierung für den zur Wahl stehenden offenen Sitz im 15. Abgeordnetenbezirk des Repräsentantenhauses von Oregon. Die Amtsinhaberin Lisa Naito hat verkündet nicht zu Wiederwahl anzutreten. Edwards gewann die demokratischen Vorwahlen gegenüber dem 49-jährigen Senior Management Auditor für Multnomah County und Teilzeit-College-Lehrer Steve March, und dem 32-jährigen Anwalt Harry D. Ainsworth. Dabei erhielt er 2.587 Stimmen, March 2.245 Stimmen und Ainsworth 815 Stimmen. Bei den folgenden Wahlen besiegte er den republikanischen Kandidaten Mark Lewis  mit 12.998 zu 5.697 Stimmen.
Als neuer Abgeordneter im Repräsentantenhaus von Oregon legte er 1997 eine Gesetzesvorlage vor, welcher die Kommunalverwaltungen befähigte die Verkehrsstrafen in den Schulzonen zu verdoppeln und verhinderte Richter von der Verhängung von milderen Strafen. Nach dem Vorbild ähnlicher Gesetzgebung, welche auf Bauzonen Anwendung fand, wurde die Gesetzesvorlage verabschiedet und trat im selben Jahr nach Unterzeichnung in Kraft. Gegen seine eigene Parteiführung und einer Aktion gegen den damaligen demokratischen Gouverneur John Kitzhaber, und den nachziehenden Zorn der Oregon Education Association, fügte Edwards eine Klausel in eine Gesetzesvorlage betreffend Schulfinanzierung ein, welcher Audits bei der Klassifizierung der Studenten in Schulbezirken vorschrieb. Da die staatliche Unterstützung für Studenten mit Behinderungen verdoppelt wurde und zusätzliche Mittel für bestimmte andere Arten von Studenten einschloss, wurde der Vorschlag aufgegriffen solche Studenten akkurat zu zählen.
Edwards gelang es das Vertrauen der Pro-Bildungsaktivisten wiederzugewinnen, als er die einzige Gegenstimme in einer 7-zu-1-Entscheidung durch das Revenue Committee abgab betreffend eine zusätzliche Steuersenkung zu der Measure 50 in Höhe von 67 Millionen Dollar, über die der Wähler in einer vorgesehen und nicht mehr stattfindenden Wahl abstimmen sollte. Das Referendum sollte sogar noch tiefere Einschnitte rückgängig machen, welche durch die Measure 47 im vorangegangenen November beschlossen wurden. Die Handlung des Committees erfolgte unter der Androhung vom Anti-Steuer-Aktivisten Bill Sizemore, dass er seine Unterstützung der Measure 50 entziehen würde, die bereits 804 Millionen Dollar Steuererleichterungen gewährte. Sizemore sagte, dass er bereit sei die Measure 50 in einer Last-Minute-Werbekampagne zu Fall zu bringen, wenn die zusätzlichen Kürzungen nicht genehmigt würden. Edwards beanstandete vor Ort, dass jede weitere Steuersenkung im Zusammenhang mit Measure 50 zu einer großen Einschränkung der staatlichen Landesprogramme führen würde, einschließlich der Bildung.
Zum Ende seiner ersten Legislaturperiode hatte er sich einen Ruf als effektiver Pro-Bildungspolitiker erarbeitet, obwohl er ein Newcomer war und ein Mitglied der Minderheitspartei. In diesem Zusammenhang wurde er als „virtual education bill machine“ beschrieben. Er verfasste nicht nur Gesetzesvorlagen, sondern schaffte es auch, viele von diesen zu verabschieden. Dabei machte er sich, wenn überhaupt, nur wenige politische Feinde auf Lebenszeit. Er war bereit, im Unterschied zum demokratischen Abgeordneten Chris Beck aus Portland, Stellung zu beziehen betreffend die Methoden für die Finanzierung des staatlichen Nationalparksystems und für höhere Finanzierung der Bildung zu drängen als im vorgeschlagenen Budget des Gouverneurs vorgesehen war. Bei einem Interview nach dem Ende der Legislaturperiode sagte er folgendes:

„I've made education my top issue in the session. It's the top issue in my district and the top issue in the state.“

Edwards trat sowohl bei den demokratischen Vorwahlen als auch bei den folgenden Wahlen ohne Gegenkandidaten an, so dass ihm die Wiederwahl in das Repräsentantenhaus sicher war. Als die Legislative im folgenden Jahr dann zusammenkam, stand auf der Tagesordnung bereits eine große Anzahl von bildungsbezogenen Themen, darunter viele umstrittene Angelegenheiten. Gesetzesvorlagen wurden übernommen oder bereits angekündigt eingeführt zu werden, einschließlich Maßnahmen betreffend Charterschulen, Disziplin, Verantwortlichkeit für die Leistung und Klassengröße. Vor allem die Unstimmigkeiten betreffend die Ausgaben für Bildung schienen sich zu einem großen Kampf zu entwickelten.
Sein Ausschussaufgaben in der Legislaturperiode umfassten Sitzungen im Judiciary Committee und Rules Committee sowie im Education Subcommittee of Ways and Means.
Edwards unterstützte mit dem republikanischen Senator Randy Miller aus Lake Oswego (Oregon) zusammen eine Gesetzesvorlage zwecks Festsetzung einer Obergrenze für Klassengrößen an öffentlichen Schulen und des Grundschulalters (K-6). Danach unterstützte er eine Maßnahme das Charterschulprogramm über seine erklärten Vorbehalte auszudehnen, da ihre Existenz notwendig wurde wegen eines Mangels einer angemessenen Finanzierung der öffentlichen Schulen.
Seine Arbeit in der Legislative war natürlich nicht nur auf Bildungsthemen beschränkt. Mit dem republikanischen Abgeordneten Jim Hill aus Hillsboro (Oregon) brachte er eine Gesetzesvorlage ein, welcher das Oregon Board of Medical Examiners erforderlich machte zwecks Bereitstellung eines breiten Spektrums an Informationen über die staatlichen Ärzte, welche Online verfügbar sein sollten. Mitinbegriffen würden Beschwerden gegen einen Arzt durch ein Hospital Peer Review Committee oder Internal Review Board sein, die Oregon Health Division oder den State Medical Board, sowie anstehende ärztliche Kunstfehleransprüche. Er trat auch einer parteiübergreifenden Koalition von 17 Demokraten und 11 Republikanern bei zwecks Unterstützung eines Referendums, welches eine Drei-Fünftel-Mehrheit der Stimmen erforderlich machte Verfassungsänderungen durch Initiativen zu verabschieden. Edwards suchte auch nach eine Lösung einen besonders umstrittenen „defense of marriage“-Verfassungszusatz zur Staatsverfassung in seiner Formulierung zu entschärfen. In seiner damaligen Form hob dieser ein früheres Gerichtsurteil auf, welches gleichgeschlechtlichen Partnern von Staatsangestellten eheliche Begünstigungen gewährte. Sein Kompromissvorschlag scheiterte, die ursprüngliche Volksabstimmung verabschiedet und wurde von den Wählern im folgenden Jahr bewilligt. Erst am 19. Mai 2014 urteilte ein Bundesbezirksgericht in Oregon das in der Staatsverfassung Oregon festgeschrieben Verbot der gleichgeschlechtlichen Ehe für unvereinbar mit der Bundesverfassung sei (siehe Anerkennung gleichgeschlechtlicher Partnerschaften in den Vereinigten Staaten).

### State Treasurer von Oregon
Während seiner Tätigkeit von 1992 bis 1996 für den damaligen State Treasurer von Oregon Jim Hill fasste Edwards den Entschluss selbst irgendwann diesen Posten zu bekleiden. Edwards sagte 2001 The Oregonian folgendes:

„When I worked in the treasurer's office, I thought that this could be a job I could do. I was intrigued and impressed with what the job entailed.“

2000 war es dann für ihn soweit. Hill konnte auf Grundlage des Gesetzes nicht mehr für eine dritte Amtszeit kandidieren. Edwards kündigte dem Gouverneur von Oregon John Kitzhaber seine Kandidatur an. Die Parteigenossen in der Demokratischen Partei sahen Edwards als klaren Favoriten bei den demokratischen Vorwahlen. Er wurde nur von Gary Bruebaker, einen Deputy Treasurer ohne vorheriger politischer Erfahrung, herausgefordert. Seine Nominierung war aber am Ende doch keine Formsache. Das Wahlergebnis lag am Wahlabend zu dicht beieinander, was eine automatische Neuauszählung auslöste, wo das endgültige Wahlergebnis erst nach zwei Monaten feststand. Am Ende besiegte Edwards seinen Herausforderer Bruebaker mit bloß 470 Stimmen, 152.071 zu 151.601 Stimmen.
John Kvistad, ein Kleinunternehmer aus Tigard (Oregon), der drei Amtszeiten im Metro Governing Council saß, wurde sein republikanischer Herausforderer. Während des folgenden Wahlkampfs betonte Edwards seine finanziellen und legislativen Erfahrungen. Außerdem betonte er die Wichtigkeit des Posten des State Treasurers bei der Bildungsfinanzierung. In diesem Zusammenhang präsentierte er einen Plan zur Schaffung eines Kapitalfonds in Höhe von 100 Millionen Dollar für Schulbauprojekte. Kvistad konterte, dass Edwards außerhalb des öffentlichen Sektors keine Erfahrung aufweisen konnte, während er den Wählern seine eigenen Managementqualifikationen betreffend Wirtschaft und Regierung in Erinnerung brachte. Er versprach die Bonität von Oregon zu verbessern und ein Programm zur Förderung von Eigenheimkäufern umzusetzen. Dabei wurde er besonders von Edwards' Wählerschaft für die geplante Erhöhung der Staatsverschuldung zwecks Finanzierung der Schulen kritisiert.
Der Wahlkampf wurde im Laufe der Zeit immer hitziger, vor allem zwischen den zwei Kandidaten der großen Parteien. Ein gutes Beispiel bietet eine Debatte zwischen den beiden Kandidaten, welche durch den City Club of Portland veranstaltet wurde und es zu einigen scharfen Wortwechsel kam. Dabei behauptete Edwards, dass sein republikanischer Herausforderer keinen Plan habe und nicht qualifiziert wäre für den Posten. Kvistad beschuldigte Edwards hingegen bei seinen finanziellen Erfahrungen übertrieben zu haben. Außerdem griff er Edwards' Vorschlag betreffend der Aufnahme eines Kapitalfonds für den Schulbau auf. Dabei gab er folgendes von sich:

„Instead of putting you in the state treasurer's office, maybe we need to put you in Consumer Credit Counseling Service.“

Edwards erwiderte, dass der State Treasurer eine Verpflichtung hatte die Belange der Schulfinanzierung als eines von Oregons meist kritischen Anliegen zu behandeln. Im weiteren Verlauf fügte er an Kvistad folgendes hinzu:

„You don't support helping our public schools.“

Die Wahl fiel zu Gunsten von Edwards. Er erhielt 705.273 Stimmen, einen Großteil der 1.403.607 abgegebenen Stimmen und 111.862 mehr als Kvistad, seinen nächsten Herausforderer, der 593.411 Stimmen erhielt. Die verbliebenen Stimmen entfielen auf den Computer-Software-Berater Carlos Luceros von der Constitution Party of Oregon, welcher sogar noch mehr Staatsmittel in die Bildung investieren wollte; den leitenden Angestellten bei Intel Mitchell T. Shults von der Libertarian Party of Oregon, der die Staatsausgaben reduzieren, staatliche Ländereien verkaufen und das Rentensystem für staatliche Angestellte reformieren wollte; und den Gastronomiearbeiter Leonard Zack von der Reform Party of the United States of America, bei dem Umweltbelange im Vordergrund standen.
Am 1. Januar 2001 legte der 39-jährige Edwards im Gus J. Solomon United States Courthouse seinen Amtseid als jüngster State Treasurer of Oregon in den letzten 50 Jahren ab. Edwards war zu Beginn klar, dass er es schwer haben würde mit seinem Amtsvorgänger mitzuhalten. Jim Hill hat es in seinen zwei Amtszeiten geschafft, den Wert der Investments um beinahe 150 % zu steigern und die Verschuldung von Oregon um 25 % zu senken. Es zeichnete sich ab, dass sich das Geschäftsklima zum Negativen änderte. Edwards sah sich einer Reihe von schwierigen Aufgaben gegenübergestellt, darunter einer Abschwächung der Wirtschaft im ganzen Staat, der potenziellen Herabstufung der Bonität von Oregon und der gravierenden Senkungen bei Bundesmitteln zu den Staatseinnahmen.
Der staatliche Chefvolkswirt Tom Potiowsky bezeichnete 2003, welches das zweite Jahr in Edwards' erster Amtszeit war, als „jobless recovery“ (beschäftigungsfreies Wachstum). Edwards war weiterhin damit beschäftigt die staatlichen Haushaltsdefizite zu bewältigen. Dabei wurde die Legislative zu tiefen Einschnitten betreffend ihre Dienstleistungen gezwungen, aber auch zu der Erhöhung von Steuern und der Aufnahme neuer Kredite.
Nach den demokratischen Vorwahlen von 2004, wo Edwards ohne Gegenkandidaten war, gewann er seine Wiederwahl für eine zweite Amtszeit. Dabei erhielt er 889.974 Stimmen, während seine Herausforderer, der republikanische Kandidat Jeff Caton 688.551 Stimmen, die Kandidatin der Constitution Party of Oregon Carole D. Weingarden 49.875 Stimmen und der Kandidat der Libertarian Party of Oregon Mitchell T. Shults 52.819 Stimmen.
Edwards bekleidete dann den Posten des State Treasurers von Oregon bis Januar 2009. Sein Nachfolger wurde Ben Westlund.